# Przytoka (Mińsk)
Pour les articles homonymes, voir Przytoka.
Przytoka (prononciation : [pʂɨˈtɔka]) est un village polonais de la gmina de Kałuszyn dans le powiat de Mińsk de la voïvodie de Mazovie dans le centre-est de la Pologne.
Il se situe à environ 4 kilomètres à l'ouest de Kałuszyn (siège de la gmina), 14 kilomètres à l'est de Mińsk Mazowiecki (siège du powiat) et à 52 kilomètres à l'est de Varsovie (capitale de la Pologne).
Le village compte approximativement une population de 140 habitants en 2006.

## Histoire
De 1975 à 1998, le village appartenait administrativement à la voïvodie de Siedlce.